# Josef Jiří Kolár
Josef Jiří Kolár, född 9 december 1812 i Prag, död där 31 januari 1896, var en tjeckisk författare. 
Kolár var 1863–73 skådespelare och regissör vid Nationalteatern i Prag och verkade kraftigt för den sceniska konstens höjande i det slaviska Böhmen. Bland hans egna dramatiska alster märks Monika (1846), Žižková smrt (Žižkas död, 1850), Pražský Žid (Juden i Prag, 1871), Primator (1883) och Djablová legenda (1891). Hans historiska drama Mistr Jeroným förbjöds av censuren, men trycktes 1886. 
Kolár skrev även många berättelser och kulturbilder i memoarform från det gamla Prag (Ze staré Prahy, 1888) samt översatte för scenen 30 dramatiska verk.